# Добрякова, Ирина Михайловна
Добрякова Ирина Михайловна (в замужестве — Чегоровская, 16 февраля 1931, Ленинград, СССР) — советская художница, живописец, член Санкт-Петербургского Союза художников (до 1992 года — Ленинградской организации Союза художников РСФСР).

## Биография
Родилась 16 февраля 1931 года в Ленинграде. В 1961 окончила Высшее художественно-промышленное училище имени В. И. Мухиной по мастерской Анатолия Казанцева. Занималась у Петра Бучкина, Арсения Семёнова, Льва Чегоровского. Вышла замуж за художника Л. И. Чегоровского. В разные годы выставлялась под фамилией И. М. Чегоровская, И. М. Добрякова-Чегоровская, И. М. Добрякова.
Участвует в выставках с 1960 года. Член Ленинградского Союза художников с 1972 года. Пишет натюрмотры, жанровые композиции, портреты, пейзажи. Работает в технике масляной и темперной живописи. Пленэрное письмо в 1960-е сменяется интересом к сочинённым композициям, к передаче внутреннего напряжения и скрытого драматизма в сюжетах, где на первый взгляд «ничего не происходит». Усиливается декоративность живописи. Поздние натюрморты с фруктами отличает яркий напряжённый колорит и острая компоновка.
Среди произведений, созданных Добряковой, картины «Сон» (1957), «Апельсины», «Натюрморт» (обе 1965), «Натюрморт с васильками», «Воспоминание», «Подсолнухи» (все 1969), «Завтрак» (1970), «Литейщик Иван Бойцов» (1971), «Автопортрет», «Девочка и подсолнухи» (обе 1972), «Беседа» (1975), «Старый рыбак» (1977), «В доках Ильичёвских» (1980) и другие. Произведения Добряковой Ирины Михайловны находятся в музеях и частных собраниях в России, Германии, Франции и других странах.

## Выставки
- 1965 год (Ленинград): Весенняя выставка произведений ленинградских художников 1965 года.
- 1969 год (Ленинград): Весенняя выставка произведений ленинградских художников 1969 года.
- 1971 год (Ленинград): Наш современник. Каталог выставки произведений ленинградских художников 1971 года.
- 1972 год (Ленинград): Наш современник. Вторая выставка произведений ленинградских художников 1972 года.
- 1972 год (Ленинград): По Родной стране. Выставка произведений ленинградских художников 1972 года, посвящённая 50-летию образования СССР.
- 1975 год (Ленинград): Наш современник. Зональная выставка произведений ленинградских художников 1975 года.
- 1978 год (Ленинград): Осенняя выставка произведений ленинградских художников 1978 года.
- 1980 год (Ленинград): Зональная выставка произведений ленинградских художников 1980 года.
- 1994 год (Санкт-Петербург): Выставка «Ленинградские художники. Живопись 1950-1980 годов» в залах Санкт-Петербургского Союза художников.
- 1995 год (Санкт-Петербург): Выставка «Лирика в произведениях художников военного поколения. Живопись. Графика» в Мемориальном музее Н. А. Некрасова.